# Посета старе даме
„Посета старе даме” је југословенски ТВ филм из 1976. године. Режирала га је Мира Траиловић а сценарио је написао Фридрих Диренмат.

## Улоге
| Глумац                | Улога              |
| --------------------- | ------------------ |
| Љуба Тадић            | Алфред             |
| Мира Ступица          | Клара Заханасијан  |
| Виктор Старчић        | Председник општине |
| Ђорђе Јелисић         | Професор гимназије |
| Мирко Буловић         | Кондуктер          |
| Дејан Чавић           | Шеф полиције Ханке |
| Божидар Дрнић         | Слуга Боби         |
| Александар Груден     | ТВ репортер        |
| Љубица Ковић          | Матилда (супруга)  |
| Милан Цаци Михаиловић | Новинар            |
| Бошко Николић         |                    |

Остале улоге ▼
| Глумац           | Улога                  |
| ---------------- | ---------------------- |
| Мира Пеић        | Отилија 3, кћи         |
| Бранко Петковић  | Моби, Кларин седми муж |
| Радмила Плећаш   |                        |
| Зоран Ратковић   | Коби                   |
| Љубо Шкиљевић    |                        |
| Боро Стјепановић | Лоби                   |
| Феђа Стојановић  | Лекар                  |
| Душан Тадић      | Шеф опозиције          |
| Еуген Вербер     | Жупник                 |
| Аљоша Вучковић   | Фотограф               |